# سادي كالفانو
سادي كالفانو هي ممثلة أمريكية ولدت في 8 أبريل 1997.